# Sebben crudele
 (octobre 2019).
 (octobre 2019).
Sebben, crudele est un air italien de l'opéra d'Antonio Caldara intitulé La costanza in amor vince l'inganno (1710). Bien que l'opéra lui-même ait été rarement joué à l'époque moderne, Sebben, crudele reste un air de concert populaire. Il a été enregistré par Cecilia Bartoli, Beniamino Gigli et Janet Baker, entre autres. 

## Paroles
| Italien Sebben Crudele, Mi fai languir, sempre fedele. sempre fedele ti voglio amar. Sebben Crudele. Mi fai languir, Sempre fedele ti voglio amar. Con la lunghezza, Del mio servir, La tua fierezza, Saprò stancar, La tua fierezza, Saprò stancar. Sebben Crudele, Mi fai languir, sempre fedele. sempre fedele ti voglio amar. Sebben Crudele. Mi fai languir, Sempre fedele ti voglio amar | Français Bien que Cruel, tu me fasses languir, toujours fidèle toujours fidèle je veux t'aimer Bien que Cruel, tu me fasses languir, toujours fidèle je veux t'aimer. Par la longueur de ma servitude, ta fierté, Je saurai fatiguer ta fierté, Je saurai fatiguer. Bien que Cruel, tu me fasses languir, toujours fidèle toujours fidèle je veux t'aimer. Bien que Cruel, tu me fasses languir, toujours fidèle je veux t'aimer. |